# Temporada 1975-76 de los Boston Celtics
La temporada 1975-76 fue la trigésima de los Boston Celtics en la NBA. La temporada regular acabó con 54 victorias y 28 derrotas, clasificándose para los playoffs, en los que derrotaron en las Finales a los Phoenix Suns, logrando su decimotercer campeonato.

## Elecciones en el Draft
| Ronda | Puesto | Jugador         | Posición  | Nacionalidad   | Universidad    |
| ----- | ------ | --------------- | --------- | -------------- | -------------- |
| 1     | 17     | Tom Boswell     | Ala-Pívot | Estados Unidos | South Carolina |
| 3     | 53     | Jerome Anderson | Escolta   | Estados Unidos | West Virginia  |

## Temporada regular
| División Atlántico   | División Atlántico | División Atlántico | División Atlántico | División Atlántico | División Atlántico | División Atlántico | División Atlántico | División Atlántico |
| Equipo               | G                  | P                  | %                  | PD                 | Casa               | Fuera              | Div                |                    |
| -------------------- | ------------------ | ------------------ | ------------------ | ------------------ | ------------------ | ------------------ | ------------------ | ------------------ |
| y-Boston Celtics     | 54                 | 28                 | .659               | –                  | 31–10              | 23–18              | 13–8               |                    |
| x-Philadelphia 76ers | 46                 | 36                 | .561               | 8                  | 34–7               | 12–29              | 9–12               |                    |
| x-Buffalo Braves     | 46                 | 36                 | .561               | 8                  | 28–14              | 18–22              | 10–11              |                    |
| New York Knicks      | 38                 | 44                 | .463               | 16                 | 24–17              | 14–27              | 10–11              |                    |

## Playoffs

### Semifinales de Conferencia
Boston Celtics vs. Buffalo Braves 
| Fecha       | Partido                                | Ciudad |
| ----------- | -------------------------------------- | ------ |
| 21 de abril | Boston Celtics 107, Buffalo Braves 98  | Boston |
| 23 de abril | Boston Celtics 101, Buffalo Braves 96  | Boston |
| 25 de abril | Buffalo Braves 98, Boston Celtics 93   | Búfalo |
| 28 de abril | Buffalo Braves 124, Boston Celtics 122 | Búfalo |
| 30 de abril | Boston Celtics 99, Buffalo Braves 88   | Boston |
| 2 de mayo   | Buffalo Braves 100, Boston Celtics 104 | Búfalo |
|             | Boston Celtics gana las series 4-2     |        |

### Finales de Conferencia
Boston Celtics vs. Cleveland Cavaliers 
| Fecha      | Partido                                    | Ciudad    |
| ---------- | ------------------------------------------ | --------- |
| 6 de mayo  | Boston Celtics 111, Cleveland Cavaliers 99 | Boston    |
| 9 de mayo  | Boston Celtics 94, Cleveland Cavaliers 89  | Boston    |
| 11 de mayo | Cleveland Cavaliers 83, Boston Celtics 78  | Cleveland |
| 14 de mayo | Cleveland Cavaliers 106, Boston Celtics 87 | Cleveland |
| 16 de mayo | Boston Celtics 99, Cleveland Cavaliers 94  | Boston    |
| 18 de mayo | Cleveland Cavaliers 87, Boston Celtics 94  | Cleveland |
|            | Boston Celtics gana las series 4-2         |           |

### Finales de la NBA
Boston Celtics vs. Phoenix Suns
| Fecha      | Partido                              | Ciudad  |
| ---------- | ------------------------------------ | ------- |
| 23 de mayo | Boston Celtics 98, Phoenix Suns 87   | Boston  |
| 27 de mayo | Boston Celtics 105, Phoenix Suns 90  | Boston  |
| 30 de mayo | Phoenix Suns 105, Boston Celtics 98  | Phoenix |
| 2 de junio | Phoenix Suns 109, Boston Celtics 107 | Phoenix |
| 4 de junio | Boston Celtics 128, Phoenix Suns 126 | Boston  |
| 6 de junio | Phoenix Suns 80, Boston Celtics 87   | Phoenix |
|            | Boston gana las finales 4-2          |         |

## Estadísticas
| Rk | Jugador         | Edad | P  | PT | MP   | TC  | TCI  | %TC  | TL  | TLI | %TL   | RO  | RD   | RT   | AS  | RB  | TAP | BP | FP  | PTS  |
| -- | --------------- | ---- | -- | -- | ---- | --- | ---- | ---- | --- | --- | ----- | --- | ---- | ---- | --- | --- | --- | -- | --- | ---- |
| 1  | Dave Cowens     | 27   | 78 |    | 39.8 | 7.8 | 16.7 | .468 | 3.3 | 4.4 | .756  | 4.3 | 11.7 | 16.0 | 4.2 | 1.2 | 0.9 |    | 4.0 | 19.0 |
| 2  | Jo Jo White     | 29   | 82 |    | 39.7 | 8.2 | 18.2 | .449 | 2.6 | 3.1 | .838  | 0.7 | 3.1  | 3.8  | 5.4 | 1.3 | 0.2 |    | 2.2 | 18.9 |
| 3  | Charlie Scott   | 27   | 82 |    | 35.5 | 7.2 | 16.0 | .449 | 3.3 | 4.1 | .797  | 1.3 | 3.1  | 4.4  | 4.2 | 1.3 | 0.3 |    | 4.3 | 17.6 |
| 4  | John Havlicek   | 35   | 76 |    | 34.2 | 6.6 | 14.8 | .450 | 3.7 | 4.4 | .844  | 1.5 | 2.6  | 4.1  | 3.7 | 1.3 | 0.4 |    | 2.7 | 17.0 |
| 5  | Paul Silas      | 32   | 81 |    | 32.9 | 3.9 | 9.1  | .426 | 2.9 | 4.1 | .709  | 4.5 | 8.1  | 12.7 | 2.5 | 0.7 | 0.4 |    | 2.8 | 10.7 |
| 6  | Steve Kuberski  | 28   | 60 |    | 14.7 | 2.1 | 4.6  | .467 | 1.1 | 1.3 | .895  | 1.4 | 2.5  | 3.9  | 0.7 | 0.2 | 0.2 |    | 2.1 | 5.4  |
| 7  | Kevin Stacom    | 24   | 77 |    | 14.5 | 2.2 | 5.0  | .439 | 0.9 | 1.2 | .747  | 0.8 | 1.3  | 2.1  | 1.7 | 0.3 | 0.1 |    | 1.5 | 5.3  |
| 8  | Glenn McDonald  | 23   | 75 |    | 13.6 | 2.5 | 6.1  | .419 | 0.5 | 0.7 | .714  | 0.7 | 1.1  | 1.8  | 0.9 | 0.5 | 0.3 |    | 1.6 | 5.6  |
| 9  | Don Nelson      | 35   | 75 |    | 12.6 | 2.3 | 5.1  | .462 | 1.7 | 2.1 | .789  | 0.7 | 1.7  | 2.4  | 1.0 | 0.2 | 0.1 |    | 1.5 | 6.4  |
| 10 | Jim Ard         | 27   | 81 |    | 10.5 | 1.3 | 3.6  | .364 | 0.9 | 1.2 | .710  | 1.2 | 2.4  | 3.6  | 0.6 | 0.1 | 0.4 |    | 1.7 | 3.5  |
| 11 | Tom Boswell     | 22   | 35 |    | 7.9  | 1.2 | 2.7  | .441 | 0.4 | 0.7 | .583  | 0.7 | 1.3  | 2.0  | 0.5 | 0.1 | 0.0 |    | 2.0 | 2.7  |
| 12 | Jerome Anderson | 22   | 22 |    | 5.7  | 1.1 | 2.0  | .556 | 0.5 | 0.7 | .688  | 0.2 | 0.4  | 0.6  | 0.3 | 0.1 | 0.1 |    | 1.1 | 2.8  |
| 13 | Ed Searcy       | 23   | 4  |    | 3.0  | 0.5 | 1.5  | .333 | 0.5 | 0.5 | 1.000 | 0.0 | 0.0  | 0.0  | 0.3 | 0.0 | 0.0 |    | 1.0 | 1.5  |

## Galardones y récords
| Jugador       | Galardón                                                                 |
| John Havlicek | 2.º Mejor quinteto de la NBA Mejor quinteto defensivo de la NBA All-Star |
| Dave Cowens   | 2.º Mejor quinteto de la NBA Mejor quinteto defensivo de la NBA All-Star |
| Jo Jo White   | All-Star                                                                 |